# Bodový systém
Bodový systém (bodové hodnocení) slouží ke sledování opakovaného páchání přestupků nebo trestných činů. Typicky se užívá zejména v silničním provozu jako nástroj, jímž je vynucováno dodržování pravidel provozu. Viz také Bodový systém v Česku.
V Evropě se bodový systém v silničním provozu užívá ve Francii, Německu, Itálii, Velké Británii, Polsku, Maďarsku, Slovinsku, Irsku, Portugalsku, Řecku, v roce 2005 se připravoval kromě Česka též v Rakousku, Lucembursku a Belgii. Podobné systémy fungují i v Kanadě, Austrálii, USA a na Novém Zélandu. Většinou se používají trestné body, avšak ve Francii mají naopak bonusové body, které se za přestupky odebírají.

## Evropa

### Československo– vložky a kupóny řidičských průkazů
Podobný systém byl zaveden v Československu již § 59 vládního nařízení č. 11/1951 Sb., jímž se provádí zákon o provozu na veřejných silnicích, a vyhláškou č. 328/1951 Ú. l., o způsobilosti vozidel k provozu na veřejných silnicích, o způsobilosti k jejich řízení a o péči o rozvoj motorismu. Podle § 82 této vyhlášky součástí řidičského průkazu byla vložka s deseti útržky. Ty příslušný orgán odtrhával po zjištění vážného dopravního přestupku, tj. takového, kterým řidič projevil hrubou bezohlednost, nebo po opakovaných méně závažných přestupcích. Po odebrání desátého útržku byl odebrán i řidičský průkaz (neověřeno). Po změně podoby vložky po pátém proštípnutí vložky (kupónu) byl řidičský průkaz odebrán a navrácen až po přezkoušení (neověřeno).
Podle § 10 vyhlášky č. 87/1964 Sb., o řidičských průkazech, byla zavedena vložka (kartička rozměrů asi 5×8 cm), na jejímž okraji byly uvedeny některé typy závažných přestupků (nedovolené stání, nedání přednosti, rychlá jízda atd.). Při spáchání přestupku byla vložka v příslušném místě proštípnuta nebo označena. Nárok na vydání nové, čisté vložky vznikl 6 měsíců po spáchání posledního vyznačeného přestupku. Důsledky záznamu ve vložce vyhláška neuvádí, účelem zřejmě bylo, aby příslušník VB po spáchání dalšího přestupku při stanovení výše pokuty zohlednil, zda jde o opakovaný přestupek. Okresní dopravní inspektorát mohl rozhodnout o tom, že řidič se spácháním přestupku, provinění nebo trestného činu stal nespolehlivým k řízení motorových vozidel, a řidičské oprávnění mohl odejmout. Souvislost se záznamy ve vložce vyhláška nezmiňuje. Od roku 1987 začaly být vydávány řidičské průkazy ve formě kartičky, které vložku již neobsahovaly. (Přesné datum a právní předpis, jímž byly vložky zrušeny, se nepodařilo dohledat.)